# Vladan Nikolic
Vladan Nikolic és un director de cinema, guionista i productor de cinema serbi.

## Biografia
Nikolic ha impartit classes de direcció, producció i realització de cinema digital a diverses universitats, inclosa la Universitat de Nova York. És degà de l'Escola d'Estudis dels Mitjans de Comunicació a The New School.
El seu llibre "Independent Filmmaking and Digital Convergence - Transmedia and Beyond" va ser publicat per Routledge/Focal Press el 2017.
Els seus premis inclouen el TV Sarajevo Award i el Zeta Film Award al millor guió, premi a la millor pel·lícula al Telluride Indiefest, i el Premi Rodet Daurat al Festival Internacional de Cinema de Tiburon. La seva opera prima Love fou estrenada als festivals de Venècia i Tribeca aclamada per la crítica i va guanyar premis en festivals de cinema al Festival Internacional de Cinema de Ginebra, Suïssa, i Barcelona. La seva pel·lícula posterior Zenith, va incorporar un extens projecte de narrativa transmèdia, ampliant la pel·lícula a múltiples plataformes, incloses les estrenes teatrals, de vídeo i en línia.

## Filmografia
- Burn (2001) – escriptor, director, productor
- Going Under (2004) – productor
- Love (2005) – escriptor, director, productor
- Fire Under the Snow (2008) – productor
- Tamo i ovde (2009) – productor
- Zenith (2010) – escriptor, director, productor
- Allure (2014) – director, productor
- Bourek (2015) - escriptor, director
- Most Beautiful Island (2017) - productor consultor
- The Drummer (2021) - productor